# داربيد زنغيوند (مقاطعة دلفان)
داربيد زنغيوند (بالفارسية: داربید زنگیوند) هي قرية تقع في قسم ميربغ الشمالي الريفي (مقاطعة دلفان) في إيران. يقدر عدد سكانها بـ 183 نسمة .